# Govind Nihalani
Govind Nihalani, nacido el 19 de diciembre de 1940, es un destacado director de cine, director de fotografía, guionista y productor indio, reconocido por su contribución en Bollywood, especialmente dentro del movimiento del cine paralelo. A lo largo de su carrera, ha sido galardonado con seis Premios Nacionales de Cine y cinco Premios Filmfare, lo que refleja su talento y dedicación a la industria cinematográfica india. Su obra ha abordado una variedad de temas sociales y políticos, y su enfoque distintivo ha ganado elogios tanto de la crítica como del público.

## Primeros años de vida
Govind Nihalani nació el 19 de diciembre de 1940 en Karachi, en la provincia de Sindh, que en la actualidad forma parte de Pakistán. Su familia emigró a la India durante la partición de 1947, un acontecimiento histórico que marcó su vida y su identidad.
Se licenció en cinematografía en el politécnico Shree Jaya Chamrajendra, que ahora es conocido como el Instituto Gubernamental de Cine y Televisión, en Bangalore, en el año 1962.

## Carrera
Inició su trayectoria como asistente de director de fotografía bajo la tutela de VK Murthy, experiencia que lo llevó a debutar como director de fotografía. Colaboró en todas las producciones previas de Shyam Benegal y contribuyó en la cinematografía del aclamado drama biográfico "Gandhi" (1982) dirigido por Richard Attenborough. Tanto Nihalani como Benegal son reconocidos por su enfoque en películas de contenido social significativo.
Su primer trabajo como director fue el drama legal "Aakrosh", que contó con Om Puri, Naseeruddin Shah, Smita Patil y Amrish Puri en los roles principales. La película fue escrita por el renombrado dramaturgo marathi Vijay Tendulkar. Ganó el Pavo Real de Oro a la mejor película en el Festival Internacional de Cine de la India en Nueva Delhi en 1981. Posteriormente, dirigió "Ardh Satya", una película de 1983 basada en una historia de SD Panwalkar.
En 1996, Kamal Haasan adaptó el guion de "Drohkaal" para su nueva versión en tamil, titulada "Kuruthipunal". Esta película luego se convirtió en la entrada oficial de la India para la categoría de Mejor Película en Lengua Extranjera en la 68.ª entrega de los Premios de la Academia.
En 1997, Nihalani adaptó la aclamada novela homónima del novelista bengalí Mahasweta Devi en la película "Hazaar Chaurasi Ki Maa".

## Obras literarias
Enciclopedia del cine hindi, de Govind Nihalani, Saibal Chatterjee, Gulzar. Popular Prakashan, 2003.

## Premios
Govind Nihalani ha sido honrado con varios premios y reconocimientos prestigiosos a lo largo de su carrera:
Honor Civil:
- Padma Shri en 2002[12]

Premios Nacionales de Cine:
- Mejor Cinematografía por "Junoon" en 1979
- Mejor Película en Hindi (Director) por "Aakrosh" en 1980
- Mejor Película en Hindi (Director) por "Ardh Satya" en 1983
- Mejor Película en Hindi (Director) por "Drishti" en 1990
- Mejor Película en Hindi (Director) por "Hazaar Chaurasi Ki Maa" en 1998
- Premio Nargis Dutt a la Mejor Película sobre Integración Nacional por "Tamas" en 1988

Premios Filmfare:
- Premio al Mejor Director de Fotografía por "Junoon" en 1979
- Premio al Mejor Director de Fotografía por "Vijeta" en 1983
- Premio al Mejor Director por "Aakrosh" en 1981
- Premio a la Mejor Película por "Ardh Satya" en 1984
- Premio al Mejor Director por "Ardh Satya" en 1984
- Premio de la Crítica a la Mejor Película por "Dev" en 2004